# Banque islamique du Sénégal
La Banque Islamique du Sénégal (BIS) est une banque sénégalaise.

## Histoire
En octobre 1981, le prince Mohamed Fayçal Al Saoud, président de la banque Dar Al Maal Al Islami (DMI), signe un protocole d'accord avec le président sénégalais Abdou Diouf en vue de la création de la Banque islamique du Sénégal qui voit le jour le 22 février 1983.
Les premiers employés sont recrutés par le cabinet Mayoro Wade (devenu PricewaterhouseCoopers) et suivent une formation en finance islamique assurée par la Dar Al Maal Al Islami. Assane Diop, qui dirigera par la suite la Banque centrale des États de l'Afrique de l'Ouest, est le premier directeur général de la BIS. À son lancement, la banque se dénomme Massraf Fayçal Al Islami Sénégal.
Dès sa création, la BIS sert de véhicule bancaire pour l'importation des matières premières originaires du Moyen-Orient. Une bonne partie de son activité est consacrée à l'importation de brut que la BIS revend à la SAR ou à la SENELEC.
Après 3 ans d'activités, 15 000 clients sénégalais ont ouvert un compte avec la BIS.
En 1989, dans le chaos de la vague de privatisations dans le pays, l'agrément de la BIS est temporairement suspendu, et la moitié du personnel est remercié. En 1990, la banque change de dénomination et devient la Banque Islamique du Sénégal.  En 1992, un plan de recapitalisation échoue.
En 1996, la Banque islamique de développement (BID) entre à hauteur de 33 % dans le capital de la BIS et finance sa relance, mais l'activité ne repart pas pour autant.
En 2004, les rênes de la BIS sont confiés à l'un de ses premiers employés, Babacar Ndoye, qui va redresser l'activité de l'entreprise et mener à sa nomination au poste de directeur général en 2009. La BID rachète les parts de Dar Al Maal Al Islami (DMI) et devient actionnaire majoritaire avec 77 % des parts. La société Tamweel Africa holding est créée pour gérer son réseau de banques islamiques,.
En 2006, la BIS réduit l'importance du brut dans sa stratégie commerciale pour la réorienter vers le crédit pour PME/PMI. Cette année-là, la BIS prête un total de 15 milliards FCFA à ses clients, et enregistre un bénéfice net de 94 millions FCFA.
En août 2010, à la suite des mesures de sécurisation des banques engagées par la BCEAO, la BIS porte son capital social à 10 milliards FCFA. En 2015, la banque annonce sno intention d'implémenter le Waqf et de créer une institution de micro-finance islamique.

## Présentation
Missions :
- Mener des activités de collecte d’épargne et de distribution de crédits sur la base des principes édictés par l’Islam.
- Offrir aux entreprises, opérateurs économiques et autres particuliers des services bancaires modernes et compétitifs en conformité avec les prescriptions islamiques.

Bien qu'islamique, la BIS engage également du personnel pratiquant d'autres religions (surtout catholique) et est ouverte à une clientèle de toute profession religieuse.
La BIS enregistre un bénéfice de 4 milliards FCFA en 2010, et de 5 milliards FCFA en 2011.
En 2013, la BIS ne disposait que de 3 agences sénégalaises, toutes situées à Dakar,. Aujourd'hui, ce réseau est porté à 47 agences, dans 8 régions du pays, couvrant ainsi 71% du territoire national. 
La BIS est basée à Dakar et est détenue par Tamweel Africa Holding (détenue à 60 % par la Société Islamique pour le Développement du Secteur privé et à 40 % par  Bank Asya) et la Banque Islamique de développement. L'actionnariat se décompose comme suit :
- Banque islamique de développement (BID) : 77 %
- État du Sénégal : 22,18 %
- Autres actionnaires (particuliers) : 0,06 %